# Автоматическая частотная разгрузка
Автомати́ческая часто́тная разгру́зка (АЧР) — один из методов противоаварийной автоматики, направленный на повышение надежности работы электроэнергетической системы путём предотвращения образования лавины частоты и сохранения целостности этой системы. Метод заключается в отключении наименее важных потребителей электроэнергии при внезапно возникшем дефиците активной мощности в системе.
При дефиците реактивной мощности c целью исключения образования лавины напряжения применяют АОСН.
Согласно Постановление Правительства РФ от 13.08.2018 N 937 (ред. от 30.01.2021) "Об утверждении Правил технологического функционирования электроэнергетических систем и о внесении изменений в некоторые акты Правительства Российской Федерации"
163. В состав центральной координирующей системы автоматического регулирования частоты и перетоков активной мощности и централизованных систем автоматического регулирования частоты и перетоков активной мощности входят: так же
устройства автоматического регулирования частоты и перетоков активной мощности, устанавливаемые на электростанциях, подключенных к центральной координирующей системе автоматического регулирования частоты и перетоков активной мощности и централизованным системам автоматического регулирования частоты и перетоков активной мощности;

## Применение
В работе энергосистемы нередко случаются аварии, вызванные разного рода причинами, в результате которых система может потерять часть своих источников питания (аварии на генераторах, питающих трансформаторах). Обычно, в случае потери питания от источника, применяется АВР, с помощью которого к системе подключаются дополнительные источники; или систему соединяют с параллельно работающей системой. Однако во многих случаях мощности источников, питающих параллельную систему, может быть недостаточно для питания своей и добавленной нагрузки, в связи с чем в системе возникает дефицит активной мощности, проявляющийся в первую очередь в снижении частоты системы.
Снижение частоты на десятые доли герца могут привести к ухудшению экономических показателей системы, но серьёзной опасности не несет. (Промышленная частота переменного тока в России и ряде стран Европы принята 50 Гц, В США — 60 Гц) Снижение же частоты на 1-2 Гц и более может привести к серьёзным последствиям для работы энергосистемы, а также для её электроприёмников. Объясняется это тем, что при снижении рабочей частоты снижается скорость вращения питающихся от системы электродвигателей. В число этих двигателей, в частности, входят и механизмы собственных нужд тепловых электростанций, которые также питают данную систему. В результате этого снижается выходная мощность, генерируемая тепловыми электростанциями, и частота падает ещё быстрее. Этот процесс называется «лавиной частоты» и приводит к выводу системы из строя.
Снижение частоты несет разрушительные действия для сложных технологических процессов, может привести к угрозе безопасности людей, повлечь за собой серьёзные техногенные или экологические катастрофы. В частности, при долгой работе крупных паровых турбин на пониженной частоте в них возникают разрушительные процессы, связанные с совпадением частоты вращения турбины с резонансной частотой какой-либо из групп её лопаток.
Кроме частоты, в системе уменьшается напряжение, недостаток которого также серьёзно влияет на состояние потребителей электроэнергии.
Для того, чтобы не допустить обвала частоты в системе, принято отключать часть приёмников электроэнергии, снижая тем самым нагрузку на систему. Подобное отключение называется автоматической частотной разгрузкой (АЧР).
Согласно ПУЭ все потребители электрической энергии делятся на три категории:
I категория — к потребителям этой группы относятся те, нарушение электроснабжения которых может повлечь за собой опасность для жизни людей, значительный материальный ущерб, опасность для безопасности государства, нарушение сложных технологических процессов и пр.
II категория — к этой группе относят электроприёмники, перерыв в питании которых может привести к массовому недоотпуску продукции, простою рабочих, механизмов, промышленного транспорта.
III категория — все остальные потребители электроэнергии.
Потребители I категории должны иметь постоянное электропитание, причем от двух независимых источников. Перерыв в питании от одного из источников допускается только на время действия АВР. Потребители II категории допускают работу от одного источника и перерыв питания не должен превышать время, необходимое для включения резервного источника дежурным персоналом или выездной бригадой. Потребители же III категории допускают перерыв в электропитании до суток (время ликвидации аварии выездной аварийной бригадой). Таким образом, действие АЧР направлено на отключение потребителей III категории, как наименее важных.
При проектировании схемы АЧР электрической системы следует распределять потребителей по подстанциям и распределительным устройствам с учетом этого разделения на категории. Кроме того, следует предусмотреть все возможные виды аварий и предусмотреть такую мощность отключаемых электроприёмников, которой окажется достаточно, чтобы вернуть систему в нормальное состояние после их отключения.
Саму схему АЧР делают многоступенчатой, где каждая ступень отличается от другой уставкой по частоте. То есть, при достижении частоты ниже определённого значения, определяемого первой уставкой, сработает первая ступень и отключит часть потребителей. Затем, если процесс падения частоты не остановился, то при достижении частоты значения второй уставки, отключится следующая группа потребителей, что ещё больше замедлит процесс снижения частоты.

## Классификация
Устройства АЧР функционально подразделяются на устройства:

### АЧР-1 (в том числе устройства специальной очереди АЧР)
Быстродействующая АЧР. Задача АЧР-1: быстрое отключение части потребителей с целью остановить лавинообразный процесс падения частоты в системе. Уставки по частоте устройств АЧР-1 должны находиться в диапазоне 46,5 - 48,8 Гц, уставки по частоте устройств специальной очереди АЧР - в диапазоне 49,0 - 49,2 Гц. Минимальная ступень по частоте 0,1 Гц. Уставки по времени устройств АЧР-1 должны находиться в диапазоне 0,15 - 0,3 секунды и должны исключать действие устройств АЧР-1 при коротких замыканиях в электрической сети. Мощность отключаемых потребителей равномерно распределяют по ступеням.

### АЧР-2
Задача АЧР II — восстановить частоту после действия устройств АЧР-1 или при медленном снижении частоты. 
Устройства АЧР-2 функционально подразделяются на устройства:
- АЧР-2 несовмещенной;
- АЧР-2 совмещенной.
Объем отключаемой нагрузки АЧР-2 совмещенной входит в объем отключаемой нагрузки АЧР-1.
АЧР-2 начинает срабатывать после того, как частота установится на уровне 47,5—48,5 Гц. Уставки по частоте устройств АЧР-2 должны находиться в диапазоне 48,7–49,1 Гц. Выдержка времени между ступенями АЧР II больше, чем у АЧР I и выбирается в диапазонах от 5—10 до 70—90 секунд. Такая большая выдержка времени обусловлена тем, что система может длительно работать при частоте выше 49,2 Гц, поэтому быстро доводить значение частоты до номинального путём отключения потребителей, которые могут получать электроэнергию без особого вреда для системы, не имеет смысла.
Существуют также особые категории АЧР, применяемые в различных специфических случаях.
Схемы АЧР относят к аппаратуре РЗиА электрических сетей и традиционно основаны на частотных реле (например отечественные электронные реле частоты серии РЧ); в настоящее время широкое распространение получили микропроцессорные терминалы РЗиА, одновременно выполняющие множество функций защит и автоматики, в том числе и выполнение функций АЧР и ЧАПВ.

## Действия других систем
АЧР производит лишь экстренное восстановление баланса активной мощности в системе электроснабжения (действуя совместно с АЛАР и делительной защитой), поэтому при большом дефиците активной мощности во время срабатывания АЧР неответственных потребителей происходит автоматическое увеличение вырабатывания электроэнергии на работающих недогруженных блоках электростанций (с помощью направляющих аппаратов турбин на ГЭС, регулирующих клапанов на паропроводах ТЭС и АЭС либо подъёмом замедляющих стержней в реакторах АЭС), нагрузка блоков, работающих на холостом ходу и как крайняя мера-пуск резервных генераторов ГЭС.
По мере поднятия частоты питающей сети необходимо восстанавливать электроснабжение потребителей, отключённых АЧР, что должно происходить постепенно и в строгой последовательности, исходя из текущего значения частоты, времени её нахождения на данном уровне (уставки срабатывания по частоте и по времени) и уровня ответственности данного потребителя, всё это производится другой разновидностью РЗиА — частотным автоматическим повторным включением (ЧАПВ).